# Myersiohyla neblinaria
Myersiohyla neblinaria es una especie de anfibios de la familia Hylidae.

## Distribución geográfica y hábitat
Es endémica del tepuy Cerro de la Neblina (Venezuela). Su rango altitudinal oscila entre 1730 y 1880 m s. n. m..